# ميجان واشنطن
ميجان واشنطن (بالإنجليزية: Megan Washington)‏ هي كاتبة غنائية ومغنية أسترالية، ولدت في 7 يناير 1986 في بورت مورسبي في بابوا غينيا الجديدة.

## وصلات خارجية
- ميجان واشنطن على موقع IMDb (الإنجليزية)
- ميجان واشنطن على موقع ميوزك برينز (الإنجليزية)
- ميجان واشنطن على موقع أول ميوزيك (الإنجليزية)
- ميجان واشنطن على موقع ديسكوغز (الإنجليزية)